# My Heart Is Yours
A My Heart Is Yours (magyarul: A szívem a tiéd) egy popballada, mely a házigazda Norvégiát képviselte a 2010-es Eurovíziós Dalfesztiválon. A dalt a norvég Didrik Solli-Tangen adta elő angol nyelven.
A dal a 2010. február 6-án rendezett norvég nemzeti döntőn nyerte el az indulás jogát. A döntőben fölényes győzelmet aratott, majdnem kétszer annyi szavazatot gyűjtve, mint a második helyezett. A verseny után a második helyig jutott a norvég kislemez eladási listán. Érdekesség, hogy a dal, mely leszorította a csúcsról, szintén a nemzeti döntő résztvevője volt, de ott csak a negyedik helyen végzett.
A dal szerzői már korábban is résztvevői voltak a dalversenynek. A norvég Hanne Sørvaag írta a 2008-as német és a 2010-es grúz dalt is, míg a svéd Fredrik Kempe korábban a 2008-as és a 2009-es svéd dal írójaként versenyzett.
Az Eurovíziós Dalfesztiválon a dalt a május 29-én rendezendő döntőben adták elő először. Mivel Norvégia volt a rendező ország, nem kellett részt vennie az elődöntőkben. A döntő során a fellépési sorrendben harmadikként adták elő, a spanyol Daniel Diges Algo pequeñito című dala után és a moldáv SunStroke Project & Olia Tira Run Away című dala után. A szavazás során harmincöt pontot szerzett, mely a huszadik helyet érte a huszonöt fős mezőnyben. Ez 2003 óta a legrosszabb szereplés volt a házigazda ország számára.
A következő norvég induló Stella Mwangi Haba haba című dala volt a 2011-es Eurovíziós Dalfesztiválon.